# Slaget vid Muye

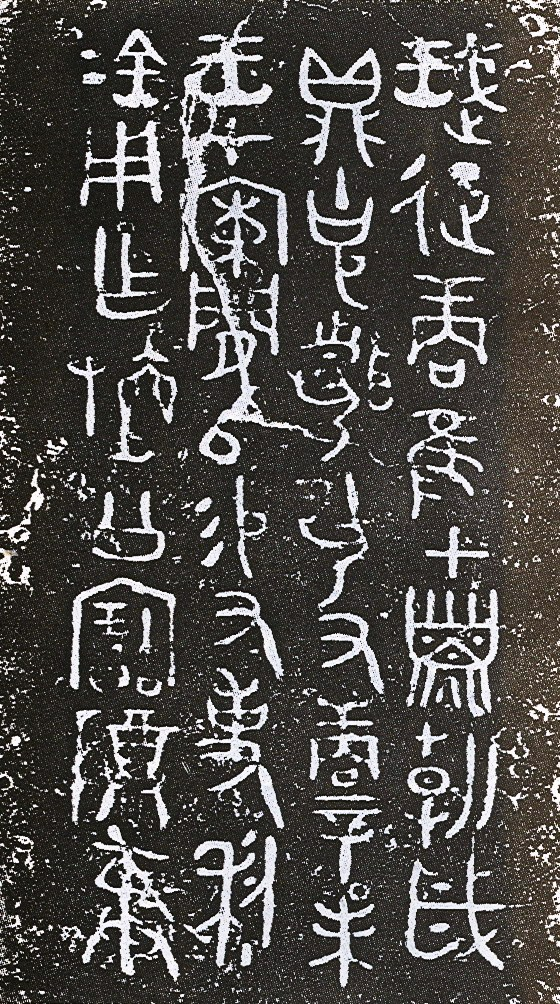
Inskriptionerna på bronskärlet Li gui (利簋) som varit en viktig del i dateringen av slaget vid Muye.

Slaget vid Muye (牧野之战; Mùyě zhīzhàn) var ett militärt slag år 1045 eller 1046 f.Kr. i Kina mellan regerade Shangdynastin och huset Zhou. 
Slaget stod vid dagens Xinxiang i Henan. Den exakta platsen för slaget är inte lokaliserad. Enligt Shiji, 史记 hämnde det i året Jiazi (甲子). Kronologiprojektet Xia–Shang–Zhou med stöd av David W. Pankenier daterar slaget till 1046 f.Kr. medan David S. Nivison med stöd av Edward L. Shaughnessy daterar händelsen till år 1045 f.Kr.
Wu av huset Zhou attackerade och besegrade Shangdynastins styrkor på de öppna fälten vid Mu (牧). Shangdynastins kung Di Xin flydde till Rådjurspaviljongen (鹿台) där han klädde upp sig med sina juveler varefter han brände sig till döds.
Därmed hade Wu fått Himlens mandat att styra riket. Han införde titeln kung (王), utropade sig som Kung Wu av Zhou och grundade den extremt långvariga Zhoudynastin (1046–256 f.Kr.). Shangdynastins ättlingar gjordes till prinsar underordnade huset Zhou.

## Bakgrund
Vis 1100-talet dominerade Shangdynastin områden som sträckte sig väst om Weifloddalen. Detta område var bosatt av klaner som kallades Zhou. Kung Wen av Zhou, som var områdets härskare men även vasallkung till Shangdynastin gavs titeln "Västerns hertig" av kung Di Xin av Shang (Zhou av Shang). Di Xin använde sedan Wen för att vakta riket medan han själv utförde kampanjer i sydöst.
Till slut kom Di Xin att frukta Wen och hans växande makt och beslutade sig för att fängsla honom. Wen frigavs senare men det hela skapade ett spänt läge mellan Shang och Zhou. Wen förberedde sin armé och började sedan erövra närliggande småriken som var lojala till Shang, på detta sätt började Shangs allierade att försvagas. Wen dog dock innan ett anfall mot själva Shangriket kunde genomföras. Di Xin verkar knappt ha brytt sig om vad Wen höll på med. Åtminstone gjordes inga åtgärder för att hindra Zhous erövrande av Shangs allierade.
Wen ersattes av sin son Wu som blev kung Wu av Zhou: Wu väntade några år med att officiellt göra uppror mot Shang då han inte sett något tecken från himmelen på att stunden var inne och adelsmannen Jiang Ziya som var hans allierade föreslog att han skulle invänta det perfekta tillfället att göra uppror. Under åren som gick samlade Zhou allt fler anhängare. Enligt legenderna skall Di Xin först ha varit en god härskare men efter att han gift sig med Daji skall han ha blivit hänsynslös och många ville att Shangdynastins tid på tronen skulle ta slut.

## Slaget
Slaget beskrivs i Shi Jing (sångernas bok) som på 1800-talet e.Kr. översattes av den skotske sinologen James Legge. Dikten lyder som följer:
"Yin-shangs trupper,

Samlades som en skog,

Och ställde upp i Mu's vildmark.

...

'Gud är med dig, ' [sa Shang-fu till konungen],

'Känn ingen tvivel i dit hjärta.'

Mu's vildmark var vida spridd ;

Ljust sken sandalerna och stridsvagnarna ;

Draghästarna, svartmanade och vitmagade galopperade framåt ;

Den store mästaren Shang-fu,

Var som en örn i flykten,

Stödde kung Wu,

Som i ett slag besegrade den store Shang.

Morgonens slag följdes av en ljus dag."

## Efterspel
Efter striden klädde sig Di Xin i sina finaste juveler och lät sig sedan brännas till döds i Rådjurspaviljongen. När Kung Wu nådde palatset lät han avrätta Daji på råd av Jiang Ziya. De ämbetsmän som tidigare jobbat för Shang friades dock och några av dem skulle fortsätta att arbeta för Wu istället. Det kejserliga sädesförrådet öppnades för yins befolkning som svalt och Wu kröntes till kejsare av Kina. Därmed var Shangdynastin slut och Zhou-dynastin tog sin början.